# Michael W. Smith
Michael W. Smith (nació el 7 de octubre de 1957) es un cantante y compositor estadounidense galardonado con el premio Grammy. Michael es uno de los artistas con más álbumes vendidos y con más influencia en la Música Cristiana Contemporánea y también ha conseguido un considerable éxito en la industria musical en general. Smith ha sido premiado tres veces con los Grammy y ha ganado 34 Premios Dove. En el transcurso de su vigésimo cuarto año de carrera artística ha vendido ya más de 13 millones de álbumes y ha grabado 29 canciones número uno, 14 álbumes de oro y 5 platinos. Smith ha recibido el Premio Musical Americano y, por otra parte ha sido nombrado uno de los hombres más guapos por la revista People.

## Biografía
Michael Whitaker Smith, hijo de Paul y Barbara Smith, nació el 7 de octubre de 1957 en Richmond Hill, West Virginia. Su padre trabajó en una refinería y su madre en una empresa de cáterin. Michael heredó el amor por el béisbol de su padre, quien jugó en las ligas menores. Michael desarrolló su pasión por la música a través de su iglesia. Aprendió a tocar el piano desde temprana edad y cantaba en el coro de su iglesia. Con 10 años de edad, Michael tuvo una «experiencia espiritual profunda» lo cual le llevó a convertirse en un cristiano devoto. «Llevaba esa cruz grande alrededor de mi cuello», recordaba Michael, «para mí era real». Participó en estudios sobre la Biblia y formó un grupo de viejos amigos que compartían su entrega a Jesucristo. Estos fueron años muy felices para Michael.
Después de que sus viejos amigos se mudaran a la universidad Michael empezó a luchar con sentimientos de soledad y distanciamiento. Tras acabar la enseñanza secundaria se metió en el mundo de las drogas y el alcohol. Durante unos meses asistíó a la Marshall University al tiempo que desarrollaba sus habilidades de compositor. También tocó con algunas bandas locales en los alrededores de Huntington, West Virginia. Durante ese tiempo un amigo de Michael, Shane Keister, que trabajaba como músico de estudio en Nashville, le animó a mudarse a la capital de la música country para seguir su carrera musical.
En 1978 Michael se mudó a Nashville para seguir su sueño, pero el comienzo no fue fácil. Aceptó un trabajo como jardinero para poder mantenerse. Tocó con varias bandas locales en los clubes de Nashville.

Empecé a perder el contacto cuando me mudé a Nashville, por abril del 78. Fumaba marihuana, bebía, tomaba otras drogas: estaba loco, sabes. Mis padres sabían lo que estaba haciendo. Sin embargo, nunca me decían nada, simplemente oraban por mí. Me sentía condenado por Dios. Cada vez que me despertaba lo sabía: este no soy yo. Pero no podía cambiar.

En noviembre de 1979 Smith sufrió un fracaso que le llevó de nuevo a comprometerse con Jesucristo. Al día siguiente hizo una audición para formar parte de un grupo nuevo de MCC, Higher Ground, como pianista y obtuvo el trabajo. Fue en la primera gira con Higher Ground, tocando sobre todo en las iglesias, cuando Smith finalmente pudo dejar las drogas y el alcohol.

## Éxito como compositor
En 1976 Smith fue contratado como compositor para Meadowgreen Music, donde acumuló un número de canciones gospel muy exitosas escritas para artistas como Sandi Patty, Kathy Troccoli, Bill Gaither y Amy Grant. Al año siguiente Smith empezó como pianista en la gira de Age to Age de Grant. Finalmente se convertiría en compañero de gira de Grant y grabaría su primer álbum en solitario nominado a los Grammy: The Michael W. Smith Project (producido por el mismo), en 1983, en la discográfica Reunion Records (una discográfica creada por el cuñado de Grant, Dan Hartzman, y Michael Blanton). Este álbum contenía la primera grabación de su exitosa canción Friends que escribió junto con su mujer Deborah. Curiosamente la canción más asociada al cantante, le llevaría muy poco tiempo escribir, ya que la redactó una tarde para un amigo que se estaba mudando, y sin pensar nunca que se convertiría en el éxito que fue.
La época en la que salió a la venta su segundo pop álbum (1984), Smith dirigía sus propias giras. En 1986 Smith publicó su álbum rock The Big Picture, con el conocido productor Johnny Potoker (Brian Eno, Genesis, Madonna, No Doubt, Talking Heads, etc.). En una de las canciones del álbum The Big Picture, titulada Tearing Down The Walls, Michael introduce una grabación de Amy Grant que se puede escuchar de fondo si se selecciona a través del botón de búsqueda del CD. Michael explicó que él y John Potoker querían idear una nueva manera de empezar la canción.
Después de sacar a la venta, en 1988, i 2 (EYE), Smith colaboró de nuevo con Amy Grant para su gira mundial Lead Me On. El año siguiente Smith grabó su primer álbum de Navidad.

## Trayectoria artística

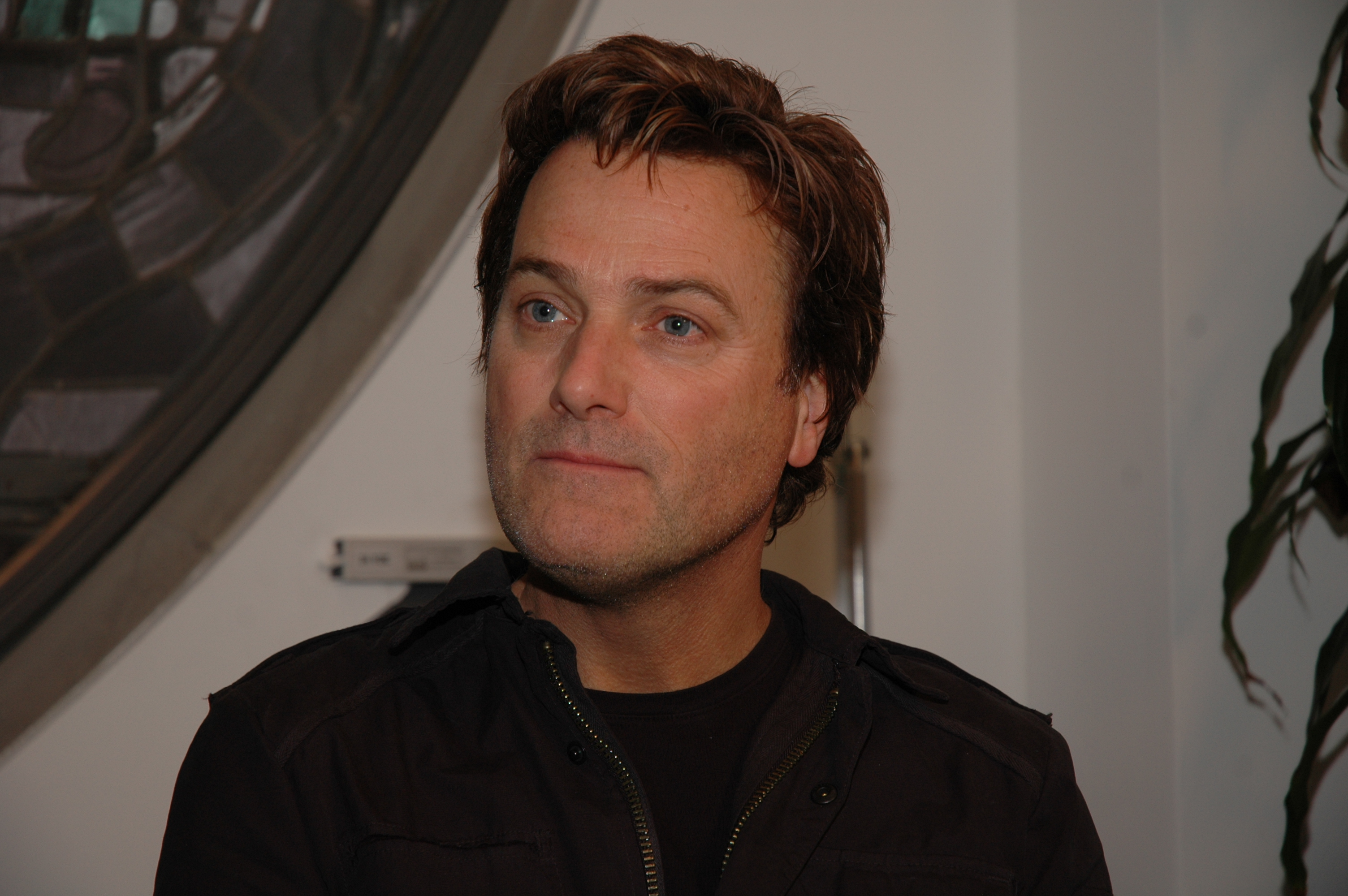
El cantante Michael W. Smith durante una entrevista con la revista Christian Media Magazine Pro el 2 de marzo de 2009 en Frankfurt am Main.

En 1990 Smith sacó a la venta Go West Young Man, que fue su primer esfuerzo en la corriente principal, incluyendo la canción principal de crossover Place in this World, que alcanzó el puesto número 6 en los Billboard Hot 100. A este álbum le siguió Change Your World (que incluía el número 1 del contemporáneo adulto I Will Be Here For You) en 1992, I’ll Lead You Home en 1995 y Live the Life en 1998. Ese mismo año Smith también publicó su segundo álbum de Navidad: Christmastime. En 1999 Smith sacó a la venta This Is Your Time (que narra la historia de Cassie Bernall, una de las estudiantes que mataron en la masacre en Columbine. Según se informa mataron a la estudiante cuando se le preguntó si creía en Dios, y ella respondió que sí, aunque algunos informes de la matanza indican que a otra chica a la que dispararon, pero que sobrevivió, también preguntaron lo mismo. En el clip musical de esa canción, el comienzo muestra un vídeo real de Cassie hablando de sus creencias y de que quería difundir la palabra de Dios.), escrito por Smith y Wes King, el cuñado de la Secretaria de Estado de Florida, Katherine Harris inspirado por la masacre en Columbine. Preguntaron a Smith si quería tocar en alguno de los actos en honor a las víctimas, lo cual fue una agradable sorpresa para él.
En 1996 Smith fundó su propia discográfica (a pesar de que no grabara allí), Rocketown Records, nombre también de una de las canciones del álbum The Big Picture. El cantante afirma que el estudio lo dirigen los artistas, y que el primer artista que se apuntó fue Chris Rice, quien escribió en 1995 Go Light Your World, una canción número 1 para Kathy Troccoli.
Casi todos de los álbumes de Smith incluyen por lo menos una canción instrumental. En el 2000 Smith grabó su primer álbum instrumental: Freedom, después de muchos años de querer grabar uno. El 11 de septiembre del año siguiente, Smith sacó a la venta un álbum de alabanza y adoración, llamado Worship. Seguido en 2002 por Worship Again. Ambos álbumes se grabaron en vivo en concierto. (Asimismo ambos álbumes son prácticamente los únicos dos que se componen casi en su totalidad de canciones de las que casi ninguna compuso él). En 2002 se sacó a la venta el DVD Worship grabado en Edmonton, Alberta en la Conferencia de la juventud, que reunía una selección de canciones de los dos álbumes. En seguida llegó a los primeros puestos de los Billboard video charts y se convirtió en venta de oro en los Estados Unidos y Canadá.
En 2003, después de dos décadas, Smith ganó el premio Vocalista Masculino del año en los premios AMG (Asociación de Música Gospel).
Smith compuso una canción titulada There She Stands a raíz de los ataques terroristas del 11 de septiembre. Interpretó la canción en vivo en el 2004 en el Congreso Nacional Republicano. Antes de interpretar la canción Smith comentó que había visitado personalmente al presidente George W. Bush (quien tiene un apodo personal para él, W) en la Casa Blanca en octubre del 2001 poco después de los ataques. Smith mencionó que el presidente, un fan personal (así como el padre del presidente), y amigo de la familia del artista, le pidió que compusiera una canción debido a los ataques. La canción habla de la capacidad de los estadounidenses de levantarse de las cenizas y permanecer fuertes después de unos acontecimientos tan horribles.
Smith se hizo buen amigo de Bono (líder de la banda) U2. Ambos se juntaron en numerosas ocasiones para interpretaciones musicales y en relación con la organización DATA de Bono. Durante la grabación del álbum How to Dismantle an Atomic Bomb de U2, Bono incluso invitó a Smith al estudio. La canción sobre la que trabajó el grupo con Smith, llamada North Star, no se incluyó en la grabación, pero puede que se utilice en el futuro para otro proyecto.
El álbum Healing Rain, salió a la venta el 2004 y debutó como el número 11 en las Billboard Hot 200 Chart. La canción, que incluye un vídeo musical, alcanzó el número 1 en la Radio & Records Charts. El álbum que combina el estilo pop de sus grabaciones anteriores con la alabanza y adoración de sus dos álbumes en este género fue nominado para el Grammy al Mejor Álbum Gospel Pop/Contemporáneo. En noviembre de 2006 salió a la venta un nuevo álbum: Stand.
En las dos últimas décadas Smith y su esposa han escrito temas musicales para los campamentos de Kanakuk. Que se han convertido en número uno, por ejemplo, Love Crusade, Live the Life y Straight to the Heart. La juventud cristiana en este campamento proporcionó a Smith una audiencia constante y joven.
En un concierto en Wabash, Indiana el 29 de abril de 2007 Smith anunció que viajaría pronto a Londres para comenzar la grabación de su tercer álbum de Navidad. En Christian Today se informó de que el nuevo álbum sería una colección de todas las canciones originales de Navidad. . El álbum: It’s a Wonderful Christmas salió a la venta en octubre de 2007.
En junio de 2008 Smith grabó su último álbum de adoración en vivo en la iglesia Lakewood Church en Houston, Texas, titulado A New Hallelujah. Que salió a la venta el 28 de octubre de 2008.
El 9 de octubre de 2008 en Columbus, Ohio, se reunirá con su amigo y compañero musical cristiano, Steven Curtis Chapman, para empezar una serie de conciertos llamados The United Tour.

## Colaboraciones
En 1994, Smith fundó un club de adolescentes, llamado Rocketown, en Franklin, Tennessee. Más tarde, en 2003, el club se mudó a otra ciudad, a un almacén reformado en Nashville. El lugar tenía una pista de baile grande, también una pista de patinaje cubierta grande, y una cafetería con música acústica en vivo. Rocketown está situado en 401 6th Ave. S. Citando un artículo cristiano Christian Activities, «el objetivo de Rocketown es crear un desarrollo cultural relevante que fortalezca las relaciones vitales entre adolescentes y mentores cristianos para conocer sus necesidades físicas, sociales y espirituales».
Smith está involucrado de manera activa en los servicios voluntarios y es el Consejero del Presidente en materia de Servicio y Participación Municipal, presidido por Jean Case de la fundación Case. También es una persona ávida para patrocinar niños a través de la organización Compassion International.

Smith acaba de terminar de rodar una película dirigida por Steve Taylor llamada The Second Chance que estrenó el 17 de febrero de 2006 en algunos cines. En la película Smith interpreta a un pastor que tiene que trabajar en los suburbios. La película también cuenta con la participación de Jeff Obafemi Carr, y su banda sonora está disponible en Reunion Records. El DVD de la película se sacó a la venta el 18 de julio de 2006.
En julio de 2007 Smith cantó en vivo en un concierto en San Diego como parte de la gira Freedom Concert de Sean Hannity.

## Vida personal
Smith está casado con Deborah "Debbie" K. Davis Smith y tiene 5 hijos: Ryan Whitaker, Whitney Katherine Smith- Mooring (casada con Jack Mooring, hermano de Lee Mooring de la banda Leeland), Tyler Michael (pianista para la gira United Tour), Anna Elizabeth y Emily Allison. Reside en Nashville y pasa la mayoría de su tiempo en la granja familiar de los Smith.
Smith es exalumno de la universidad Alderson- Broaddus College, por la que se le otorgó la condecoración de Doctor Honoris Causa de la música en 1992.
Smith es el fundador y pastor de la iglesia New River Fellowship en Franklin, TN. Fue pastor desde 2006 hasta el 2008, pero el Señor lo quería llevar en otra dirección así que ha dejado el ministerio pastoral en manos de otras personas. No obstante, Smith y su mujer siguen siendo miembros activos de la iglesia.
Smith es amigo de miembros destacados del Partido Republicano, entre ellos el expresidente George W. Bush.

## Discografía
Véase discografía de Michael W. Smith para la discografía completa.

## Premios
Premios Grammy
- 2004 Worship Again – Mejor álbum Pop/Contemporáneo Gospel
- 1995 I’ll Lead You Home – Mejor álbum Pop/Contemporáneo Gospel
- 1984 Michael W. Smith 2 – Mejor interpretación Gospel masculina

Nominaciones a los Grammy
- 2006 Healing Rain – Mejor álbum Pop Cristiano
- 2002 Worship – Mejor álbum Pop/Contemporáneo Gospel
- 2000 This Is Your Time – Mejor álbum Pop/Contemporáneo Gospel
- 1998 Live the Life – Mejor álbum Pop/Contemporáneo Gospel
- 1990 Go West Young Man – Mejor álbum Pop Gospel
- 1989 "Holy, Holy, Holy" – Mejor interpretación vocal masculina Gospel (Canción de Our Hymns, Word Gospel)
- 1988 I 2(Eye) – Mejor interpretación Gospel masculina
- 1986 The Big Picture – Mejor interpretación Gospel masculina
- 1983 Michael W. Smith Project – Mejor interpretación Gospel masculina

Premios Dove
- 2008 Álbum de Navidad del año
- 2003 Artista del año
- 2003 Vocalista masculino del año
- 2003 Álbum del año– Worship Again (productor, artista)
- 2003 Largo del vídeo musical del año – Worship DVD/Video (productor, artista)
- 2002 Artista del año
- 2002 Álbum del año – Worship (productor, artista)
- 2002 Álbum instrumental del año – Freedom (productor, artista)
- 2002 Canción Inspiracional del año – "Above All" (artista)
- 2001 Álbum Musical Juvenil/Infantil del año – Friends 4 Ever (artista)
- 2001 Álbum Pop/Contemporáneo del año – This is Your Time (producer, artist)
- 2000 Canción del año – "This is Your Time" (artista)
- 2000 Compositor del año
- 2000 Corto del vídeo musical del año – "This is Your Time" (artista)
- 1999 Artista del año
- 1999 Productor del año
- 1999 Álbum Pop/Contemporáneo del año – Live the Life (productor, artista)
- 1999 Álbum especial del año – Exodus (artista)
- 1998 Álbum especial del año – God With Us – A Celebration of Christmas Carols and Classics (artista)
- 1998 Álbum musical infantil del año – Sing Me to Sleep Daddy (artista)
- 1997 Álbum especial del año – Tribute: The Songs of Andre Crouch (artista)
- 1996 Compositor del año
- 1996 Álbum especial del año – My Utmost For His Highest (artista)
- 1995 Álbum musical del año – Living on the Edge (artista)
- 1994 Álbum de alabanza y adoración del año – Songs From the Loft (artista)
- 1992 Canción del año – "Place in this World" (artista)
- 1992 Álbum musical del año – The Big Picture (artista)
- 1992 Colección Coral del año – The Michael W. Smith Collection (artista)
- 1991 Álbum Pop/Contemporáneo del año – Go West Young Man (productor, artista)
- 1990 Corto del vídeo musical del año – "I Miss the Way" (artista)
- 1988 Largo del vídeo musical del año – "The Big Picture Tour Video" (artista)
- 1987 Álbum Pop/Contemporáneo del año – The Big Picture (productor, artista)
- 1985 Compositor del año